# 孟加拉印度教
印度教是孟加拉国中人口第二多的宗教信仰，仅次于伊斯兰教逊尼派哈乃斐派。孟加拉国印度教人口是18,150,000，占孟加拉国人口的11%，孟加拉国是印度教人口第三多的国家, 仅次于印度和尼泊尔。孟加拉国信奉印度教的主要地区是库尔纳专区，主要教派是性力派。